# Museu Nacional do Traje
El Museo Nacional del Traje y de la Moda ( en portugués : Museu Nacional do Traje e da Moda) situado en el Palácio do Monteiro-Mor, en la freguesia de Lumiar en Lisboa.

## Historia
El Palacio Angeja-Palmela fue mandado construir por D. Pedro José de Noronha, 3º Marqués de Angeja, durante el siglo XVII, sobre el solar donde existía el Paço de D. Afonso Sanches, hijo natural de D. Dinis. 
De autoría desconocida, el edificio fue construido baja influencia de la arquitectura pombalina, diseñándose en las dos fachadas, una de las cuales termina como una capilla. De la construcción primitiva apenas queda una "ombreira quinhentista", que se encuentra en una residencia contigua al palacio, y algunas estructuras arquitectónicas del siglo XVII. 
La entrada principal del palacio se desarrolla como una galería y una articulación entre dos plantas se realiza por una escalera de cuatro enlaces rectos. En las salas son de destacar los techos de masseira, los estucos, las pinturas ornamentales y algunos millares de azulejos de 1700. En 1840, el edificio es adquirido por D. Pedro de Sousa e Holstein, Marqués de Palmela y más tarde 1º Duque de Palmela, que llevó a cabo obras de acondicionamiento del palacio, entre ellas la reconstrucción del pabellón neogótico, hoy ocupado por el restaurante del Museu Nacional do Traje.
A partir de la Segunda Guerra Mundial, el palacio pasó a funcionar como colegio religioso de belgas refugiados, hasta que, en 1975, el Estado portugués adquire la Quinta do Monteiro-Mor, que añade al "Palácio Angeja-Palmela", y comprende el "Palácio do Monteiro-Mor", una casa del  siglo XVIII, el Jardim Botânico y una zona verde con once hectáreas. 
En 1977, el Museu Nacional do Traje abría entonces sus puertas al público, bajo la dirección de su fundadora.